# Calathea majestica
Calathea majestica är en strimbladsväxtart som först beskrevs av Jean Jules Linden, och fick sitt nu gällande namn av H.A.Kenn. Calathea majestica ingår i släktet Calathea och familjen strimbladsväxter. Inga underarter finns listade.

## Bildgalleri

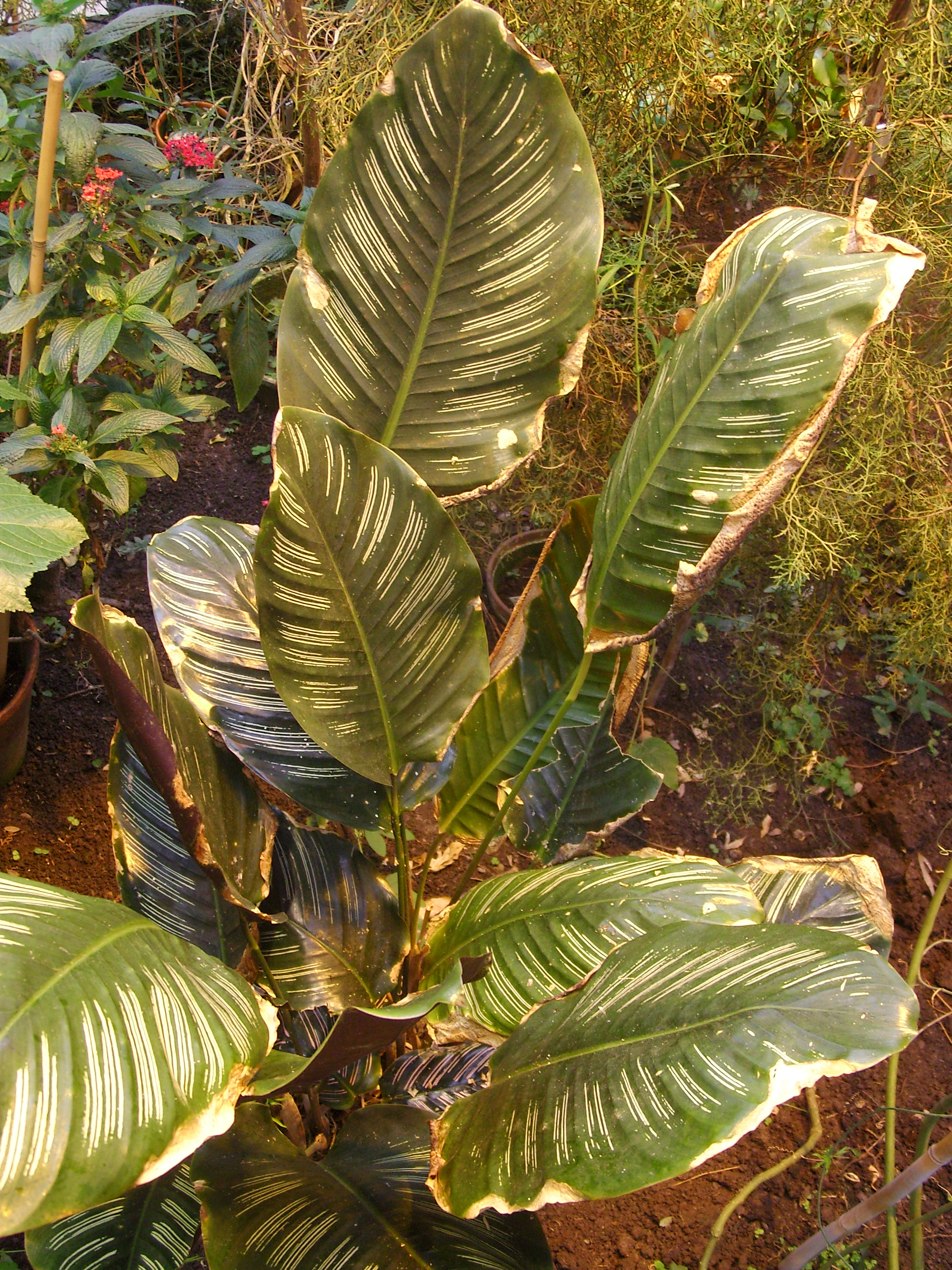
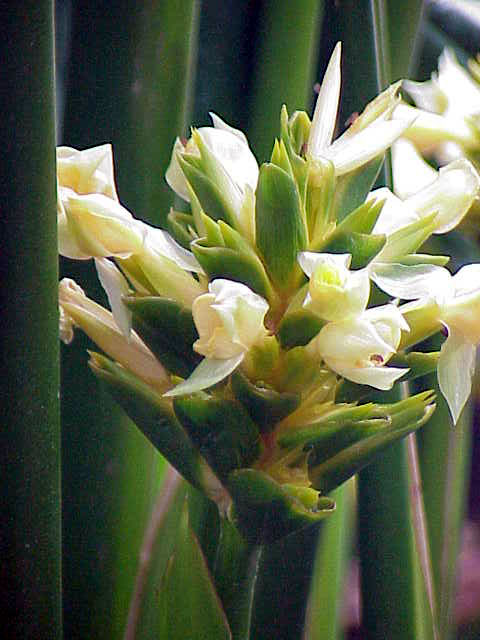
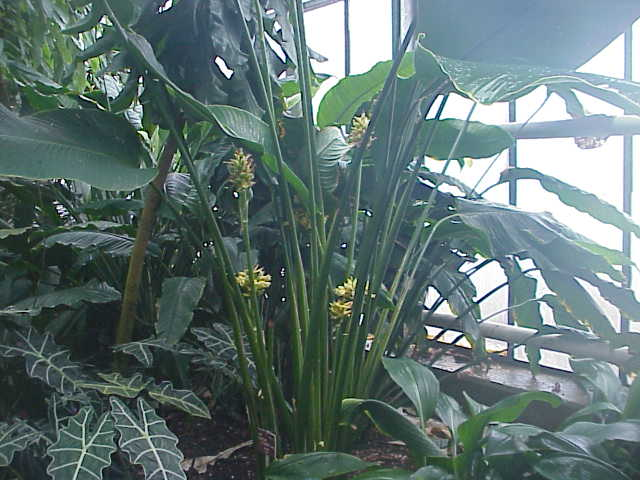